# Kapitein Stark
Kapitein Ambrose Stark is een personage uit de stripserie De Blauwbloezen van tekenaar Louis Salvérius en scenarist Raoul Cauvin. Stark is leidinggevende van de 22ste cavalerie, waaronder ook hoofdpersonages Blutch en Cornelius Chesterfield vallen. De avonturen spelen zich af tijdens de Amerikaanse Burgeroorlog (1861-1865).

## Jonge jaren
Ambrose Stark is de zoon van een kleermaker, zijn vader wil dat hij deze ambacht over neemt, maar Stark doet dit werk met tegenzin. Hij doorloopt dan de militaire academie bij West Point, na deelgenomen te hebben aan een oorlog, keert hij terug naar huis met de rang van luitenant en gaat opnieuw te werk als kleermaker. Op een dag komt een officier zijn uniform verstellen en weet Stark te overtuigen zich bij het leger aan te sluiten. Hij belandt dan met zijn oude vriend Frank Sloane bij de 22ste cavalerie, tijdens een charge aanval krijgt hij een scherf in het hoofd met een compleet verslagen regiment weet hij als een van de weinige terug te keren. Het regiment staat dan bekend als Het zelfmoord regiment.

## Verder verloop
Kapitein Stark is kapitein van de 22e cavalerie: zoals in de gevangenis van Robertsonville (De nor in Robertsonville,  deel 6) blijkt, heeft hij nog niet de rang die hij had toen hij voor de eerste keer van het Noorden naar Zuiden trok (Van Noord naar Zuid, deel 2).
Zijn karakter wijzigt geleidelijk naar een totaal in stilzwijgen gehuld persoon met een afkeer jegens infanteristen en burgers. Hij zit vrijwel permanent op zijn paard en wacht slechts op de volgende opdracht.
Hij is vaak gewond, soms ernstig en weet altijd de juiste weg, hetgeen niet altijd gezegd kan worden van zijn manschappen. Zijn bekendste kreet is "Aaanvalleeeuh!"
Hij heeft een granaatscherf in zijn hersenen waardoor hij altijd maar aanvalt (Een steekje los bij Stark, deel 51), na een hersenoperatie blijkt hij eigenlijk een hevige schrik te hebben voor paarden en geweld, en wil alleen nog maar kleermaker worden. Nadat er opnieuw een granaatscherf in zijn hersenen kwam werd hij opnieuw de op aanval beluste persoon die hij vroeger was.